# OMA Sud
OMA Sud S.p.a. est une entreprise aéronautique italienne spécialisée dans l'usinage et l'assemblage de structures d'aéronefs.
Créée en 1988, elle a son siège social et son unité principale de production sur la zone industrielle de Capoue en bordure de l'aéroport Oreste Salomone et à proximité du centre italien de recherches aérospatiales (CIRA). Deux autres unités de production sont installées à Caivano (province de Naples) et à Trentola-Ducenta (province de Caserte).
Alors que son activité traditionnelle était essentiellement de la sous-traitance de conception et de fabrication pour les grands programmes (Airbus, Boeing, Agusta, ATR, etc.), un changement de direction en 2003 a été l'occasion du lancement de l'étude d'un petit avion d'affaires bimoteur, le Skycar. Après un premier vol en 2007, celui-ci a reçu sa certification EASA en janvier 2010.